# Hội Công giáo Yêu nước Trung Quốc
Hội Công giáo Yêu nước Trung Quốc (tiếng Hoa:中国天主教爱国会, bính âm: Zhōngguó Tiānzhǔjiào Àiguó Huì, âm Hán-Việt: Trung Quốc Thiên Chúa giáo Ái quốc Hội; viết tắt theo tiếng Anh là CPA, CPCA, hoặc CCPA) (vốn tên là Hội Giáo hữu Công giáo Trung Quốc Yêu nước) là một tổ chức tôn giáo dành cho tín đồ Công giáo tại Hoa lục. Hội này do Vụ Tôn giáo của Cộng hòa Nhân dân Trung Hoa thành lập năm 1957 nhằm kiểm soát mọi hoạt động của các tín đồ Công giáo trên toàn quốc với ý tưởng về một "giáo hội" độc lập hoàn toàn với Tòa Thánh trên ba nguyên tắc: tự trị, tự chủ và tự quản, bên cạnh đó, nó cũng mang màu sắc chính trị của Cộng hòa Nhân dân Trung Hoa. Trong thông điệp Ad Apostolorum Principis ban ngày 29 tháng 7 năm 1958, Giáo hoàng Piô XII bày tỏ phản ứng trước hoạt động của hội này và các Giám mục thành viên. Ông tuyên bố, những tín đồ tham gia vào hoạt động của hội, nhất là việc tự tấn phong Giám mục mà chưa có sự chuẩn y của Tòa Thánh sẽ bị rút phép thông công (excomminicate).
Hội này là tổ chức duy nhất của tín đồ Công giáo được chính phủ Cộng hòa Nhân dân Trung Hoa công nhận, và trên danh nghĩa, mọi tín đồ Công giáo tại Hoa lục là thành viên của hội. Nhưng thực tế, không phải mọi tín đồ Công giáo tại đây đều chấp nhận và tuân theo chỉ thị của tổ chức này.

## CCPA và Chính phủ Bắc Kinh
Mọi tổ chức tôn giáo tại Trung Quốc đại lục ngày nay phải được Chính phủ công nhận, dù rằng, vẫn còn nhiều tổ chức hoạt động bí mật. Chính phủ Trung Quốc không muốn bất kì tổ chức nào, kể cả tôn giáo, trong nước bị "ảnh hưởng ngoại bang", trong trường hợp này ám chỉ đến giáo hoàng. Các quan sát viên cho rằng, CPCA được thành lập thực chất để nhà nước Trung Quốc kiểm soát Công giáo tại Hoa lục.
Chính phủ Trung Quốc đã trục xuất các cơ quan ngoại giao, liên lạc của Giáo hội Công giáo ra khỏi đất nước sau năm 1949, năm mà những người Cộng sản nắm quyền toàn Hoa lục. Tám năm sau, CCPA được thành lập. Vì vậy, không có gì là khó hiểu khi mà tín điều "Đức Mẹ Hồn xác Lên Trời" do Giáo hoáng Pius XII công bố năm 1950 không đến được với tín hữu Công giáo tại đây. Cần biết rằng, các Giáo luật do Tòa Thánh ban hành từ năm 1949 trở về sau (ví dụ như các Giáo luật của Giáo hoàng Piô X) đều không được phép áp dụng tại Hoa lục. Tuy nhiên, thực tế là trong Giáo hội Công giáo tại Trung Quốc, người ta sử dụng các tài liệu được dịch từ Công đồng Vatican II, Giáo luật 1983, Giáo lý Công giáo 1992 (sửa đổi năm 1997) và Sách lễ Rôma 1970. Ban đầu, chúng được đưa từ Đài Loan và Hồng Kông vào, nhưng đã được in tại địa phương trong những năm gần đây.
Chính sách của chính phủ Cộng hòa Nhân dân Trung Hoa, cũng như của các chính quyền cộng sản ở các nước khác, là để dành cho nhà nước quyền quản lý tất cả các hoạt động xã hội. Do đó, CPCA ngăn cản các giám mục Công giáo ở Trung Quốc lên tiếng công khai ngay cả để chống lại các đạo luật nghiêm khắc trái ngược với giáo huấn đạo đức Công giáo, chẳng hạn như những luật ép buộc phá thai và Kiểm soát sinh sản nhân tạo.

## CCPA và Giáo hội Công giáo Rôma

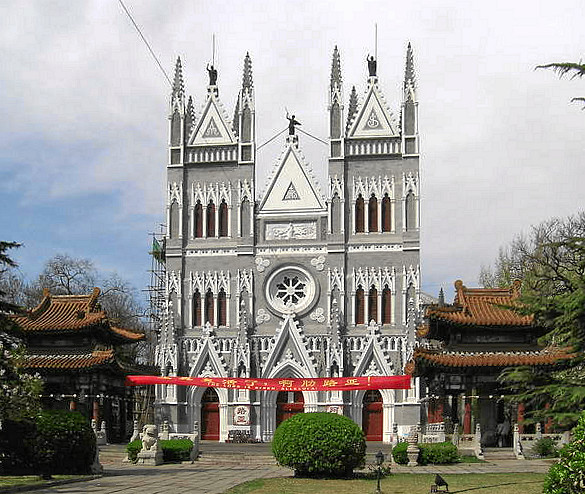
Nhà thờ Tây Thập Khố (西什库) ở Bắc Kinh

Mặc dù có nhiều khó khăn cho giáo hội của mình tại Hoa lục trong sáu mươi năm qua, Vatican vẫn giữ lập trường là không thỏa hiệp với CPCA về một quy chế độc lập trong tổ chức tôn giáo.
Sự căng thẳng luôn việc tấn phong Giám mục tại Hoa lục, đây là những khó khăn quan trọng giữa Tòa Thánh và Bắc Kinh. CCPA muốn tự quyết định việc tấn phong này mà không cần đến sự chuẩn y của Giáo hoàng. Còn Tòa Thánh thì chỉ cho phép tấn phong Giám mục khi đương sự có sự đồng ý của Giáo hoàng mà họ gọi đó là sự "hiệp thông". Tòa Thánh còn nhấn mạnh, việc tự tấn phong Giám mục về bản chất "là bất hợp thức nhưng thành sự". Vấn đề cần tháo gỡ là làm thế nào mà đương sự vừa có sự công nhận của Bắc Kinh vừa có sự chuẩn y của Tòa Thánh. Và thông thường, các đương sự có ba khuynh hướng:
- tự tấn phong Giám mục theo ý của CCPA, không cần chuẩn y của Giáo hoàng. Phản ứng lại, Tòa Thánh tuyên bố rút phép thông công đương sự và những ai tham gia vào việc tấn phong này (theo điều 1382 của Giáo luật Công giáo).
- đương sự được Giáo hoàng chuẩn y và tổ chức tấn phong Giám mục mà Bắc Kinh chưa ưng thuận. Phản ứng lại, Bắc Kinh tuyên bố không công nhận đây là Giám mục, có thể đương sự sẽ gặp nhiều khó khăn từ chính quyền.
- CCPA đề xuất tấn phong một Giám mục theo ý họ. Đương sự sau khi đã được tấn phong thì nhanh chóng liên lạc với Tòa Thánh để tỏ bày được Tòa Thánh xem xét hòa giải và nối lại sự hiệp thông. Đây là khuynh hướng được nhiều Giám mục lựa chọn. Thống kê cho thấy, khoảng 90% Giám mục do CCPA tự tấn phong đã làm điều này[4].

Còn các giáo sĩ, tu sĩ và giáo dân không chấp nhận gia nhập CPCA vẫn tiếp tục sinh hoạt tôn giáo bí mật ngoài vòng pháp luật, nên thường được gọi là "Giáo hội Thầm lặng" hoặc "Giáo hội Hầm trú" (地下教会: "Địa hạ giáo hội" nghĩa là "Giáo hội trong lòng đất"). Người ta ước lượng hiện nay tại Hoa lục có khoảng từ 10 đến 12 triệu người Công giáo, trong số đó có khoảng 5 triệu người thuộc Giáo hội Hầm trú, số còn lại theo CPCA. Tại cấp giáo xứ, có nơi, số tín hữu chia làm hai nhóm, một số theo Giáo hội Công giáo Rôma và một số theo CPCA.

## Quan hệ ngoại giao Trung Quốc-Vatican
Khi người cộng sản lên nắm quyền toàn Hoa lục năm 1949, các đại diện ngoại giao của Tòa Thánh vẫn chưa muốn di chuyển đến đảo Đài Loan, hòn đảo mà Chính phủ Trung Hoa Dân quốc kiểm soát được. Vatican cho rằng, lập trường của mình không phải là chỉ lập quan hệ ngoại giao với quốc gia phi cộng sản nhưng sẽ lập quan hệ ngoại giao với bất kỳ quốc gia nào có mức độ tự do tôn giáo mà họ cho là hài lòng. Điều này có thể là thực tế, vì Vatican những tưởng sẽ tiếp tục quan hệ ngoại giao bình thường với Trung Quốc mặc cho chính phủ thay đổi. Tuy nhiên, chính phủ Cộng hòa Nhân dân Trung Hoa đã trục xuất khâm sứ và nhân viên ngoại giao của Vatican ra khỏi Hoa lục. Khi ấy, Trung Hoa Dân quốc vốn đang được Liên Hợp Quốc công nhận như là chính phủ Trung Quốc, Vatican vẫn chưa quyết định được con đường ngoại giao của mình. Khi Liên Hợp Quốc quay sang công nhận Chính phủ Bắc Kinh, thì Vatican quyết định lập quan hệ ngoại giao sứ mệnh ở Đài Bắc. Và vì thế, Vatican là một trong những quốc gia ít ỏi còn duy trì mối quan hệ ngoại giao với Trung Hoa Dân quốc (Đài Loan). Đây cũng là trở ngại quyết định giữa quan hệ Bắc Kinh với Vatican.
Đã có một số nỗ lực của Bắc Kinh muốn quan hệ với Vatican. Hầu hết quan sát viên nhận định, rằng, vấn đề Đài Loan không phải là một trở ngại lớn, nhiều cuộc gặp gỡ của các Giám mục ở Hoa lục với Vatican được chính phủ cho phép. Trở ngại chính là chính phủ Bắc Kinh luôn lo ngại các tín đồ Công giáo bị phụ thuộc nhiều vào Giáo hội Công giáo hoàn vũ, đặc biệt là từ khi hình ảnh Giáo hoàng Giáo hoàng Gioan Phaolô II đã được coi là ảnh hưởng đến sự sụp đổ của chủ nghĩa cộng sản ở Ba Lan và các nước Đông Âu.
Khi Gioan Phaolô II qua đời vào năm 2005, các nhà thờ trên khắp Trung Quốc đã tổ chức các nghi thức đặc biệt để tưởng niệm ông. Những hoạt động này được phép, mặc dù các chính sách chính thức về Vatican vẫn không thay đổi. Nhiều người Công giáo Trung Quốc thường không có sự nhận thức hai mặt đời sống Công giáo ở quốc gia họ, họ bày tỏ sự mong muốn Giáo hoàng đến thăm Trung Quốc, như ông đã từng tuyên bố mong muốn đó của mình.
Từ năm 2007, Vatican đã nhiều lần cho biết mong muốn thiết lập quan hệ ngoại giao đầy đủ với Trung Quốc, và sẽ sẵn sàng chuyển Tòa Sứ thần của mình từ Đài Loan sang Trung Quốc đại lục nếu cần. Một trở ngại lớn giữa hai bên vẫn là chế định chỉ có Giáo hoàng mới có thể bổ nhiệm các giám mục của Giáo hội Công giáo La Mã. Hiện tại, các giám mục trong CCPA được chính quyền Trung Quốc chỉ định. Trong những năm gần đây, vấn đề này là một yếu tố làm trầm trọng thêm trong quan hệ Trung Quốc - Vatican.
Một số người, trong đó có Hồng y Hồng Kông Giuse Trần Nhật Quân, đã xem tiến trình giữa các quan chức Việt Nam và Vatican về việc thiết lập lại ngoại giao đầy đủ như là một mô hình cho việc bình thường hóa quan hệ giữa Trung Quốc và Vatican. Cuối năm 2004, trước khi Gioan Phaolô II qua đời, Vatican và các đại diện của chính phủ Trung Quốc đã tiếp xúc với mục tiêu rõ ràng là tiến gần hơn tới việc bình thường hóa quan hệ. Giáo hoàng Gioan Phaolô II cuối cùng đã chấp nhận một phái đoàn Trung Quốc "bán chính thức" tại Vatican. Những lời đề nghị này tiếp tục sau khi Giáo hoàng Bênêđictô XVI kế nhiệm.
Ngày 22 tháng 9 năm 2018, Tòa Thánh Vatican ra thông báo rằng đã đạt được với chính phủ Trung Quốc một "thỏa thuận liên quan đến việc đề cử các giám mục, một vấn đề quan trọng đối với đời sống Giáo hội, đồng thời tạo điều kiện cho những mối hợp tác lớn hơn ở cấp độ song phương". Cùng ngày, Tòa Thánh cũng công bố quyết định của Giáo hoàng Phanxicô phê chuẩn 7 giám mục Trung Quốc bất hợp thức, mở ra hy vọng về một mối quan hệ tốt đẹp hơn với chính phủ Trung Quốc. Phản ứng trước quyết định của Giáo hoàng, Hồng y Giuse Trần Nhật Quân cảnh báo là sau khi đạt thỏa thuận với Bắc Kinh về việc bổ nhiệm giám mục, Vatican sẵn sàng cắt đứt quan hệ chính thức với Đài Loan. Ông cũng cho rằng thỏa thuận giữa Tòa Thánh với Bắc Kinh là một sự phản bội đối với những người bị bách hại trong Giáo hội thầm lặng ở Trung Quốc.

## Bức thư của Giáo hoàng Biển Đức XVI gửi người Công giáo tại Trung Quốc
Ngày 27 tháng 5 năm 2007, Giáo hoàng Benedict XVI đã gửi một bức thư  đến các tín hữu Công giáo tại Trung Quốc, được công bố ngày 30 tháng 6 năm 2007. Theo nhận định bên ngoài về lá thư thì Giáo hoàng bày tỏ thiện cảm và thông cảm đặc biệt đối với những điều kiện khó khăn của từng giáo dân, linh mục và Giám mục tại Trung Quốc, ông không có các phê bình hay lên án nào trên nguyên tắc, không dùng những thuật ngữ nhạy cảm như "giáo hội công khai", "thầm lặng", "ái quốc"... nhưng lại bày tỏ thái độ cứng rắn đối với cơ cấu vận hành của Hội đồng Giám mục của Giáo hội công khai ở Trung Quốc. Nhắc lại quan điểm, Tòa Thánh không thừa nhận Hội đồng Giám mục này vì nó bao gồm những Giám mục không được Tòa Thánh thừa nhận, nó đã khai trừ các Giám mục "thầm lặng", và CCPA là thành viên mà có "các quy chế không thể hòa hợp với giáo lý của Giáo hội".
Bắc Kinh không có phản ứng chính thức nào về bức thư nhưng trước khi bức thư được công bố, chính quyền Trung Quốc đã triệu tập các Giám mục của Giáo hội công khai để có những hình thức đối phó. Bức thư này đã không được công bố trong các thánh lễ Chúa Nhật, CCPA cũng tuyên bố không công bố bức thư. Tuy nhiên, nhiều người Công giáo thầm lặng đã tải xuống bức thư này từ Internet. Chính quyền bắt đầu yêu cầu các trang web phải gỡ bỏ bức thư đó ra khỏi hệ thống.

## Một mô hình của Trung Quốc dành cho các tôn giáo khác
Như CCPA, Trung Quốc hiện còn đang áp dụng mô hình tổ chức tôn giáo như thế này với các tôn giáo như: Phong trào Tam-Tự Ái quốc 三自教会 (tên chính thức là "Ủy ban Quốc gia của Phong trào Tam-Tự Ái quốc dành cho các Giáo hội Tin Lành tại Trung Quốc" 中国基督教三自爱国运动委员会) dành cho Tin Lành, Hiệp hội Hồi giáo Trung Hoa (中国伊斯兰教协会) dành cho Hồi giáo.